# Kurdistan rouge
Pour les articles homonymes, voir Kurdistan (homonymie).

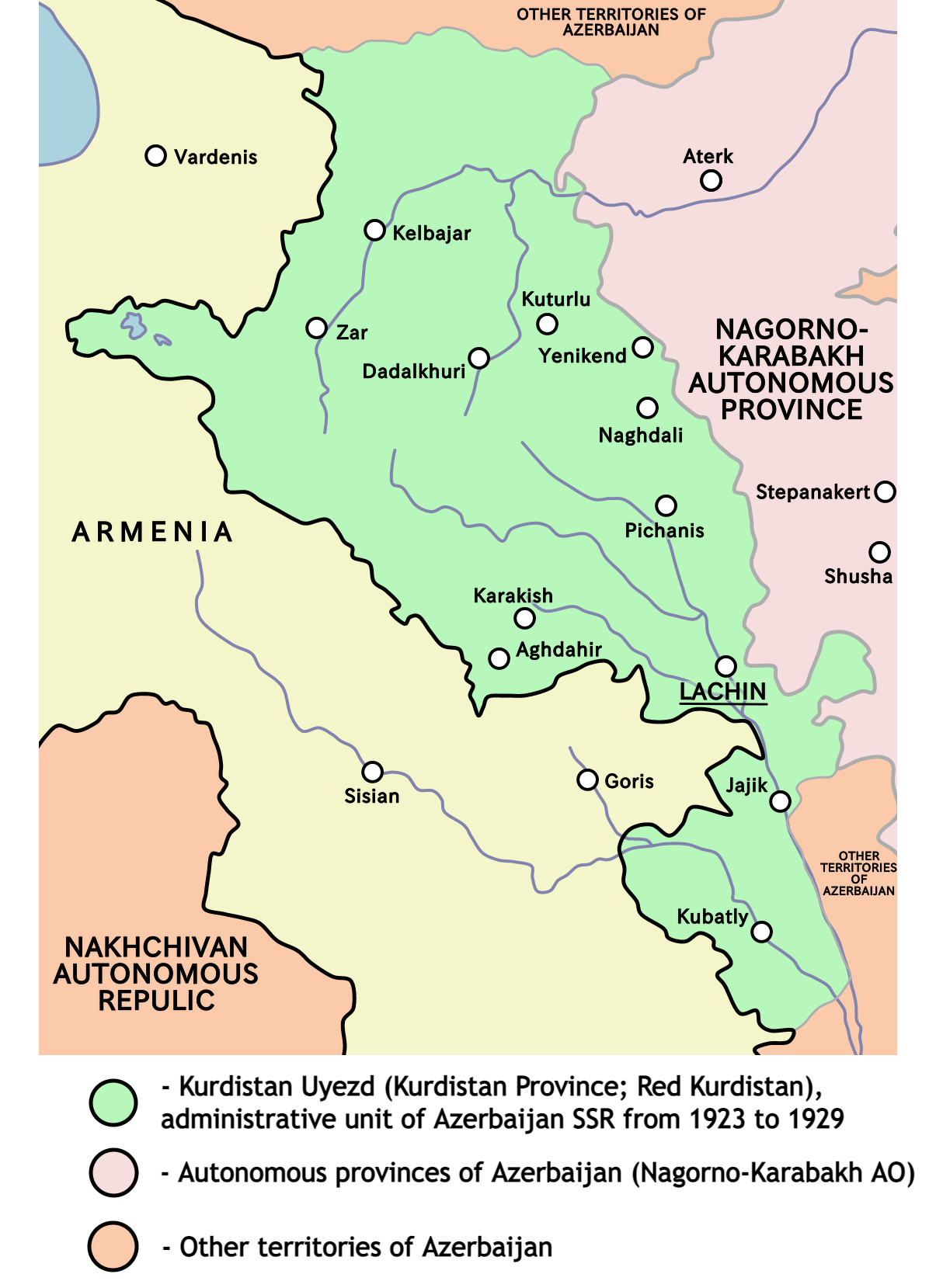

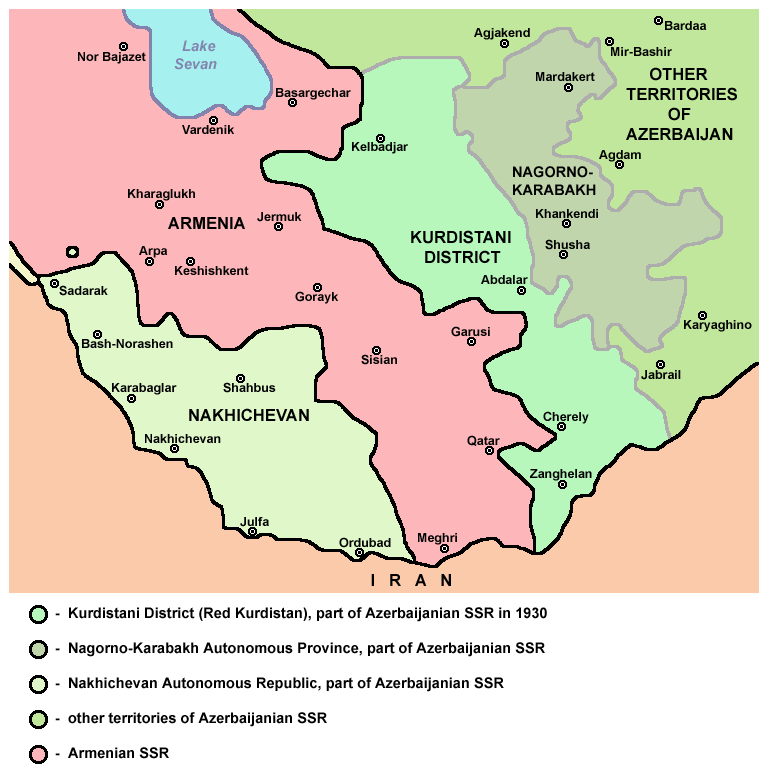

Le Kurdistan rouge (en kurde : Kurdistana Sor ; en azéri : Qızıl Kürdistan ; en russe : Красный Курдистан, Krasnyy Kourdistan), ou Ouïezd du Kurdistan (en russe : Курдистанский уезд) est une unité administrative soviétique qui a existé pendant six ans de 1923 à 1929. Sa capitale était Berdzor (en kurde : Laçîn).

## Histoire
La présence de Kurdes dans l'actuel Azerbaïdjan date du IXe siècle. La région entre les montagnes du Karabagh et du Zanguezour commença à être peuplée de tribus nomades kurdes au XVIIIe siècle. Finalement, cette population devint majoritaire dans la plupart des zones de la région, particulièrement autour de Berdzor, Karvachar (Kelbajar en kurde) et Qubadli (Qûbadlî en kurde).[réf. nécessaire]
Bien qu'il soit souvent qualifié d’okroug ou d’oblast autonome, le Kurdistan rouge n'était ni l'un ni l'autre. C'était un ouïezd, une unité administrative comme n'importe quelle autre en Azerbaïdjan, qui bénéficiait bien d'une autonomie, mais pas supérieure à celles des autres ouïezd. Il fut mis en place le 7 juillet 1923 sous la dénomination officielle d'« ouïezd du Kurdistan ». L'enseignement s’effectuait en kurde et les journaux étaient également produits en langue kurde.
La majeure partie des Kurdes de la région étaient chiites, contrairement à ceux du Nakhitchevan (Sadarak, Teyvaz) et du reste du Moyen-Orient qui étaient sunnites.
Les autorités azéries les inclurent dans leur campagne d'azérification, ce qui aboutit à la perte de l'usage de leur langue maternelle et de leur identité. Au recensement de 1926, sur une population totale de 51 200, les Kurdes représentaient 73,1 % des habitants de l’ouïezd. 
Le 8 avril 1929, l'ouïezd du Kurdistan fut dissous. Le 30 mai 1930, un okroug (région) du Kurdistan le remplaça. Cet okroug incluait, outre le territoire de l'ex-ouïezd, tout le raïon (district) de Zangilan et une partie de celui de Jabrayil. Cependant, en raison des protestations du ministère soviétique des Affaires étrangères, qui était préoccupé par la détérioration des relations avec la Turquie et l'Iran en cas de soutien affiché aux mouvements nationalistes kurdes, l'okroug fut liquidé le 23 juillet 1930. À la fin des années 1930, les autorités soviétiques déportèrent une part importante de la population kurde d'Azerbaïdjan et d'Arménie vers le Kazakhstan, les Kurdes de Géorgie furent quant à eux victimes des purges staliniennes de 1944.
Fin 1947, le leader kurde azerbaïdjanais Jafar Bagirov proposa à Staline de rétablir un district autonome kurde, non plus à Berdzor, mais dans le district de Norachen, dans la RSSA du Nakhitchevan. Ce district aurait été limitrophe du district turc à forte population kurde d'Iğdır et de Nor Bayazit (actuelle ville de Gavar) qui auraient pu ultérieurement y être annexés. 
En 1992, après la prise de Berdzor par les forces arméniennes (qui auraient été aidées par la population kurde locale) pendant la guerre du Haut-Karabagh, une « République kurde de Latchin » aurait été déclarée en Arménie par un groupe de Kurdes dirigés par Wekîl Mustafayev. Toutefois, cette proclamation resta lettre morte dès lors que la plupart des Kurdes de la région avaient fui en même temps que les Azéris et avaient trouvé refuge dans les autres régions d'Azerbaïdjan. Mustafayev trouva ultérieurement asile en Italie, et son nom apparaît parfois avec le titre de « président du Kurdistan rouge ».
Wekîl Mustafayev meurt le 19 avril 2019 à Bruxelles, à l'âge de 85 ans. Conformément à ses derniers vœux, son corps est inhumé le 10 mai 2019 à Erbil, capitale de la Région du Kurdistan, en présence de plusieurs personnalités kurdes.

## Sources
- Daniel Müller, « The Kurds and the Kurdish Language in Soviet Azerbaijan According to the All-Union Census of December 17, 1926 », The Journal of Kurdish Studies, vol. 3, pp. 61-84.
- Daniel Müller, « The Kurds of Soviet Azerbaijan 1920-91 », Central Asian Survey, v. 19 i.1 (2000), pp. 41-77.
- Georges Mamoulia, Les crises turque et iranienne 1945-1947 : L’apport des archives caucasiennes, 2004, pp. 267-292